# Ahnsbeck
Ahnsbeck is een gemeente in de Duitse deelstaat Nedersaksen. De gemeente maakt deel uit van de Samtgemeinde Lachendorf en hoort bestuurlijk bij de Landkreis Celle.
Ahnsbeck ligt aan de zuidrand van de Lüneburger Heide, ongeveer 10 km ten oosten van de stad Celle. De gemeente heeft een voornamelijk landelijk karakter en telt 1.621 inwoners..  Een (niet zeer frequent rijdende) busdienst verbindt Ahnsbeck met Celle.
Ahnsbeck is in 1197 voor het eerst in een document vermeld onder de naam: „Alrebekesa“, modern Duits: Erlenbachsaue, ooibos aan een beek met elzenbomen. Deze zijn ook in het dorpswapen afgebeeld.  Het is altijd een boerendorp gebleven. Maar na circa 1970 is Ahnsbeck ook in trek geraakt bij forensen, die in een rustige, ver van hun werk in de stad gelegen omgeving wilden gaan wonen. Daartoe is het dorp ook van enkele kleine nieuwe woonwijken voorzien.
In het dorp zijn enkele schilderachtige, oude vakwerkboerderijen uit de 18e en 19e eeuw bewaard gebleven.
Ten zuiden van het dorp, in de richting van de Leine, ligt het meer dan 550 hectare grote natuurreservaat Allerdreckwiesen. Het is een ecologisch in waarde toenemend oeverland- en weidevogelreservaat.

## Afbeeldingen

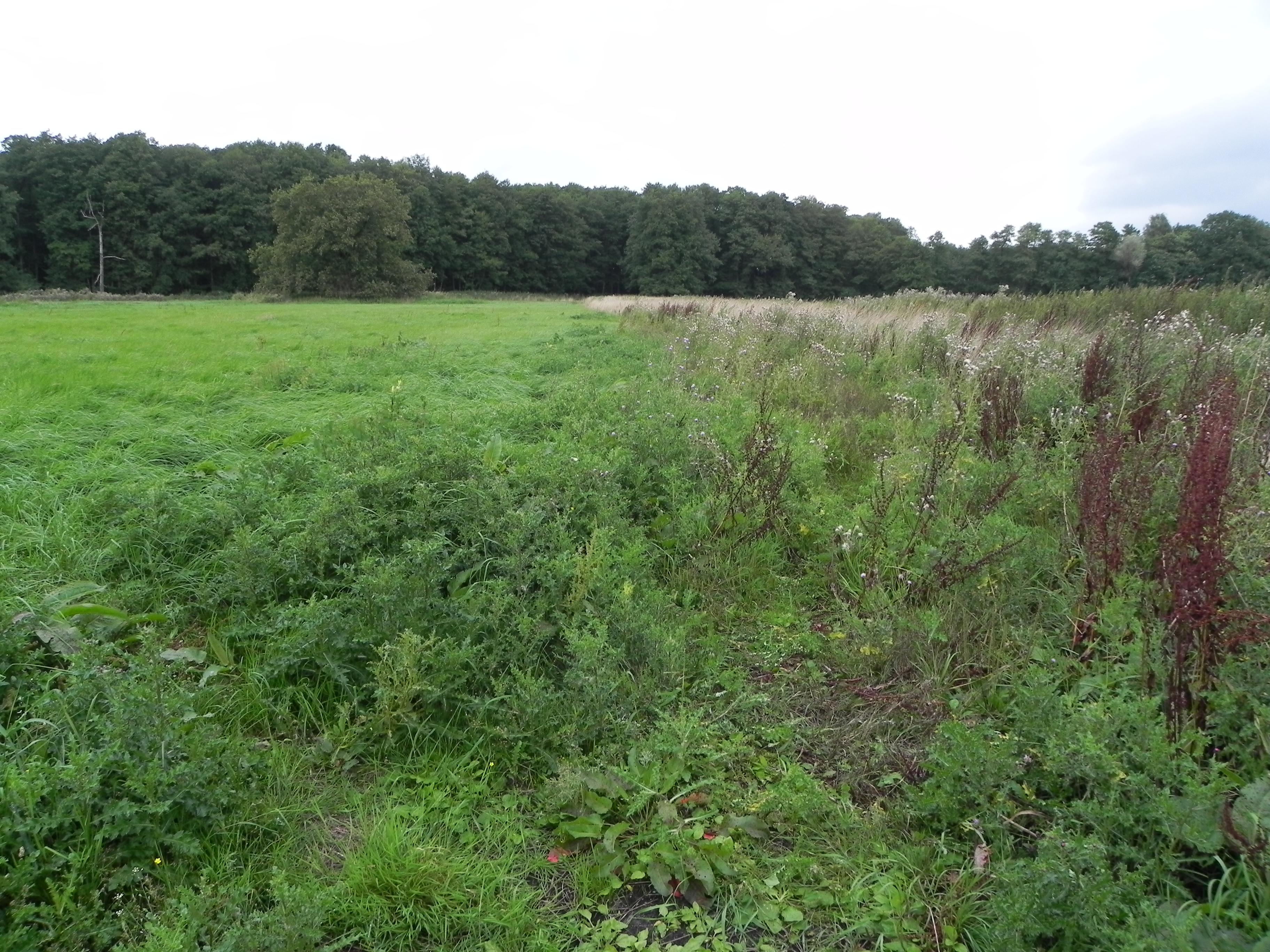
Allerdreckwiesen

- Gemeinsame Normdatei: 1153371820
- MusicBrainz: 0fba3a7f-4a12-43ae-a341-8a4b622ce5cc
- Virtual International Authority File: 3333152025926203600003

Adelheidsdorf ·
Ahnsbeck ·
Beedenbostel ·
Bergen ·
Bröckel ·
Celle ·
Eicklingen ·
Eldingen ·
Eschede ·
Faßberg ·
Hambühren ·
Hohne ·
Lachendorf ·
Langlingen ·
Lohheide (gemeentevrij gebied) ·
Nienhagen ·
Südheide ·
Wathlingen ·
Wienhausen ·
Wietze ·
Winsen (Aller)